# Đặng Vũ
Đặng Vũ (giản thể: 邓禹; phồn thể: 鄧禹; bính âm: Dèng Yǔ, 2 - 58), tên tự là Trọng Hoa, người Tân Dã, Nam Dương, tướng lĩnh, khai quốc công thần nhà Đông Hán, đứng đầu Vân Đài nhị thập bát tướng.

## Từ nhỏ thông minh
Ông từ nhỏ thông minh, 13 tuổi đã biết làm thơ, về sau du học Trường An. Khi ấy Lưu Tú cũng du học Trường An, Vũ tuy nhỏ tuổi, nhưng gặp Lưu Tú đã biết không phải kẻ tầm thường, lập tức kết thân. Mấy năm sau, ông quay về nhà.
Cuối thời nhà Tân, khắp nơi nổi dậy, hào kiệt quê nhà muốn đề cử Vũ làm thủ lĩnh để khởi sự, ông không theo. Nghe tin Canh Thủy đế mệnh cho Lưu Tú bình định Hà Bắc, ông lập tức khăn gói vượt sông sang bờ bắc, đến Nghiệp  thì gặp được. Hai người nói chuyện thâu đêm, Vũ khuyên ông ta mời gọi anh hùng, thu lấy lòng dân mà tự lập. Lưu Tú rất hài lòng, lệnh cho bộ hạ gọi ông là Đặng tướng quân, mỗi khi có việc lớn, ắt được cùng bàn bạc.
Không lâu sau, Vương Lang nổi dậy, Vũ theo Lưu Tú lánh sang Kế , rồi đến Tín Đô , có được mấy ngàn quân, lệnh cho ông soái lĩnh, đánh hạ Quảng A .
Trong thời gian này, Lưu Tú tuyển nhiệm tướng lĩnh, thường hỏi qua ý kiến của Vũ. Những người mà ông tiến cử, đều là kỳ tài quân sự, nên càng được kính trọng.
Về sau Lưu Tú mệnh cho Vũ và bọn Cái Duyên đi dẹp nghĩa quân Đồng Mã ở Thanh Dương. Bọn Duyên đi trước, không thắng được, lui về giữ thành, bị địch vây khốn. Ông soái quân đại phá nghĩa quân mà giải vây, bắt sống đại tướng của địch.

## Đưa quân tây tiến
Năm Canh Thủy thứ 2 (24), Lưu Tú muốn tranh giành Quan Trung với triều đình Canh Thủy, bèn bái Vũ làm Tiền tướng quân, Trì tiết, soái 2 vạn tinh binh, được tự chọn cấp dưới đi cùng. Ông lấy Hàn Hâm làm Quân sư, Lý Văn, Lý Xuân, Trình Lự làm Tế tửu, Phùng Âm làm Tích nỗ tướng quân, Phàn Sùng  làm Kiêu kị tướng quân, Tông Hâm làm Xa kị tướng quân, Đặng Tầm làm Kiến uy tướng quân, Cảnh Hân  làm Xích mi tướng quân, Tả Vu làm Quân sư tướng quân, dẫn binh tây tiến.
Tháng giêng năm Kiến Vũ đầu tiên (25), Vũ soái quân vượt núi Thái Hành, ra khỏi Cơ quan  tiến đánh Hà Đông . Hà Đông đô úy đóng cửa cố thủ, quân Hán tấn công 10 ngày, phá được, thu lấy rất nhiều quân nhu lương thực. Kế đó soái quân vây An Ấp , nhưng mấy tháng vẫn chưa hạ được. Tướng Canh Thủy là Phàn Tham soái mấy vạn quân, vượt núi Đại Dương đến tấn công, ông sai các tướng quay lại đánh trả ở Giải Nam, đại phá địch, chém đầu Tham.
Tướng Canh Thủy là bọn Định Quốc thượng công Vương Khuông, Huấn Tương Ấp vương Thành Đan, Kháng uy tướng quân Lưu Quân hợp quân hơn 10 vạn, tiếp tục tấn công, quân Hán gặp bất lợi, Phàn Sùng tử trận. Trời về chiều, đôi bên bãi chiến. Bọn Hàn Hâm khuyên Vũ nhân đêm tối lui quân, ông không nghe. Ngày hôm sau là ngày Quý Hợi, bọn Khuông tránh ngày cuối của Lục Giáp nên không ra đánh, ông nhân đó chỉnh đốn đội ngũ, sắp xếp chỉ huy. Ngày thứ 3, Vương Khuông dốc quân đến đánh, Vũ lệnh cho trong quân không được vọng động, đợi đối phương đến gần, mới nổi trống cùng tiến lên, đại phá địch. Bọn Khuông bỏ quân mà chạy, Vũ soái khinh kỵ đuổi theo, bắt được Lưu Quân cùng Hà Đông thái thú Dương Bảo, Trì tiết trung lang tướng Nhị Cương, đều chém đầu, thu được 6 ngọn cờ tiết, 500 ấn thụ, binh khí không đếm xuể, bình định xong Hà Đông. Ông thừa chế lấy Lý Văn làm Hà Đông thái thủ, đặt các chức huyện lệnh để trị lý.
Cùng tháng, Lưu Tú lên ngôi ở Cảo Ấp , chính là Hán Quang Vũ đế, phái sứ giả mang cờ tiết đến bái Vũ làm Đại tư đồ, ban ấn thụ Phụng xa đô úy, phong Toản hầu, thực ấp vạn hộ. Khi ấy Vũ mới 24 tuổi.
Vũ đưa quân từ Phần Âm  vượt sông, vào Hạ Dương . Trung lang tướng Tả phụ đô úy của Canh Thủy tấn công Thừa Hấp, đưa 10 vạn người hợp với quân ở Tả Phùng Dực  cùng chống lại Vũ, ông đánh bại bọn họ. Khi ấy quân Xích Mi tiến vào Trường An, quân kỷ không tốt, trăm họ hoang mang. Nghe nói quân của Vũ kỷ luật nghiêm minh, trên đường không tơ hào gì, lại không ai địch nổi, nên người theo hàng có đến hàng ngàn. Ở nơi ông dừng xe dựng cờ tiết, úy lạo trăm họ, già trẻ trai gái chen chúc dưới xe, ai cũng vui mừng, vì thế tiếng tăm vang dội Quan Tây. Quang Vũ đế nghe biết, rất hài lòng.

## Đánh mất Trường An
Bộ hạ của Vũ khuyên ông vào Quan, nhưng Vũ muốn trước tiên đánh lấy 3 quận Thượng Quận, Bắc Địa, An Định, nuôi dưỡng sức người, sức của. Vì thế ông đưa quân về phía bắc tiến đến Tuần Ấp , các quận, huyện nối nhau quy phục. Quang Vũ đế thúc giục ông tiến quân, nhưng Vũ vẫn kiên trì quan điểm, phái quân đánh lấy các huyện của Thượng Quận , lưu Phùng Âm, Tông Hâm ở lại giữ Cẩu Ấp, tự thống quân chủ lực bình định Bắc Địa . Nhưng 2 người lại tranh quyền giành công, Âm giết Hâm rồi quay ra chống lại Vũ. Ông sai sứ hỏi kế Quang Vũ đế, đế suy đoán thuộc hạ thân tín của Âm là Hộ quân Hoàng Phòng sẽ bắt Âm, quả nhiên như vậy!
Mùa xuân năm Kiến Vũ thứ 2 (26), Vũ được tăng phong làm Lương hầu, thực ấp 4 huyện. Nghĩa quân Xích Mi có nội loạn, rời Trường An chạy sang phía tây đến Phù Phong , Vũ nhân lúc Trường An trống rỗng mà tiến vào, đóng quân ở hồ Côn Minh , khao thưởng sĩ tốt. Ông soái các tướng trai giới, chọn ngày lành, sửa soạn lễ vật mà cúng tế miếu Cao Tổ, tìm lại bài vị của 11 đời Hoàng đế nhà Hán, sai sứ báo tin về Lạc Dương, nhân đó xem xét lăng tẩm, cắt đặt quan chức coi sóc.
Vũ đưa quân giao chiến với Duyên Sầm ở Lam Điền, không thắng, quay về thu hoạch lương thực của Vân Dương. Hán Trung vương Lưu Gia đến hàng, gia tướng Lý Bảo của ông ta có hành vi vô lễ, ông chém đi. Em trai Bảo thu lấy bộ hạ của ông ta chống lại Vũ, giết chết tướng quân Cảnh Hân. Từ khi Phùng Âm làm phản, uy tín của Vũ đã kém đi, lại thiếu thốn lương thực, những người quy phụ đều rời bỏ. Lúc này nghĩa quân Xích Mi quay lại đánh Trường An, Vũ đưa quân giao chiến, thua chạy, lui về Cao Lăng, sĩ tốt đói kém, phải ăn rau cỏ. Đế gọi về, trách ông cố chống lại quân Xích Mi liều chết vì đói nên mới thất bại. Vũ lấy làm xấu hổ về việc không lập được công, mấy lần phái binh quay lại dò xét, đều gặp bất lợi.
Mùa xuân năm thứ 3 (27), Vũ nhận lệnh tiến đánh Xích Mi, yêu cầu Phùng Dị cùng chống địch. Dị cho rằng nên thả cho quân Xích Mi đi qua, rồi đông – tây giáp kích, ông không nghe, cùng bộ tướng là Xa kỵ tướng quân Đặng Hoằng gấp gáp đón đánh. Hoằng cùng nghĩa quân giao chiến cả ngày, quân Xích Mi lui chạy, ngụy trang những xe chở đất bùn làm xe chở lương thực. Quân Hoằng tranh giành lẫn nhau, nghĩa quân quay lại tấn công, Hoằng đại bại. Vũ, Dị hợp quân đến cứu, Xích Mi lui chạy, Vũ đuổi theo, đại bại, chỉ còn 24 kỵ binh chạy thoát về Nghi Dương. Ông dâng trả ấn thụ Đại tư đồ, Lương hầu, có chiếu giao lại cho ông ấn thụ Lương hầu. Mấy tháng sau, được bái làm Hữu tướng quân.
Mùa xuân năm thứ 4 (28), Vũ cùng Phục Hán tướng quân Đặng Diệp, Phụ Hán tướng quân Vu Khuông tại Đặng đánh bại Duyên Sầm. Ông đuổi đến Vũ Đương, lại phá được địch. Duyên Sầm trốn về Hán Trung, còn bộ hạ của ông ta đều hàng.

## Cuối đời
Năm thứ 13 (37), bình xong thiên hạ, Quang Vũ đế gia phong công thần, phong Vũ làm Cao Mật hầu, thực ấp 4 huyện Cao Mật, Xương An, Di An, Thuần Vu; lại phong em trai của ông là Khoan làm Minh Thân hầu.
Theo lệ, ông bị bãi tất cả các quan chức, nhưng nằm trong số ít các công thần thường được gọi vào triều khi có việc lớn. Vũ thờ mẹ rất hiếu, có 13 con trai đều nuôi dạy thành tài. Của nhà chỉ cần đủ dùng, không có ý làm giàu, nên rất được Đế xem trọng. Năm Trung Nguyên đầu tiên (56), được coi việc Đại tư đồ, là ngoại lệ hiếm có trong số các công thần khai quốc. Theo xa giá tuần thú phía đông, được phong "Đại tông".
Minh đế lên ngôi, bái ông làm Thái phó. Cùng năm, mất, hưởng thọ 57 tuổi, thụy là Nguyên hầu.
Mộ của ông ở vị trí ngày nay cách 200m về phía tây thôn Ngự Giá, huyện Tế Nguyên, Hà Nam. Tương truyền, do Hán Minh đế đích thân tống táng Vũ, nên mới có tên thôn là Ngự Giá. Trong Văn Cách, mộ đã bị đào lên một phần.

## Đánh giá
Chiến công của Vũ không sánh bằng bọn Ngô Hán, Giả Phục. Nhân cách của ông cũng không bì kịp bọn Phùng Dị, Sái Tuân. Nhưng ông có công vạch ra sách lược, củng cố lòng tin cho Quang Vũ đế trong buổi đầu khởi nghiệp khó khăn, từ đó giành lấy Hà Bắc, Quan Tây làm cơ sở vững chắc đi đến thành công sau này. Thêm nữa, Vũ tiến cử Ngô Hán, Khấu Tuân,... cho thấy khả năng nhìn người sắc sảo, càng được Quang Vũ đế kính trọng.
Bình xong thiên hạ, Vũ vui thú điền viên, thờ mẹ dạy con, thể hiện đạo đức cao đẹp, khiến cho Quang Vũ đế hài lòng. Ông là một trong vài công thần khai quốc được tái bổ nhiệm, làm đến Thái phó.

## Gia đình, dòng họ
Sau khi Vũ mất, con cháu đời đời làm quan, họ Đặng ở Nam Dương cùng họ Đậu ở Phù Phong, họ Dương ở Hoằng Nông và họ Viên ở Nhữ Nam là 4 thế gia đại tộc hiển hách nhất trong thời kỳ Đông Hán.
Ông có 13 con trai. Hậu Hán thư có chép liệt truyện của trưởng tử Đặng Chấn, con thứ Đặng Tập, con thứ 3 Đặng Trân, con thứ 6 Đặng Huấn và con nhỏ Đặng Hồng. Chấn, Tập, Trân được thế tập hầu tước. Huấn sinh ra Đặng Tuy, là Hoàng hậu của Hán Hòa đế, tức Đặng thái hậu về sau.
Những nhà nghiên cứu đời Tống là cha con Đặng Danh Thế, Đặng Xuân Ai đã soạn "Cổ kim thắng thị thư biện chứng" kể rằng: "Sau khi trung hưng, họ Đặng nhiều đời được sủng quý: hầu (tước) 29 người; công (tước) 2 người; đại tướng quân trở xuống 13 người; trong đó 14 người nhận (lương bổng) 2000 đam; liệt hiệu 22 người; châu mục, quận thú 48 người; còn thị trung, tướng, đại phu, lang, yết giả nhiều không đếm xuể."
Tuy nhiên, sau khi Đặng thái hậu qua đời, có người vu cáo bọn Đặng Khôi, Đặng Hoằng từng phản đối lập Hán An đế, khiến cho họ Đặng chịu 1 phen tai kiếp. Con cháu từ đó luân lạc đến Hồ Nam, Hồ Bắc, thậm chí là Sơn Tây, Cam Túc.
Trọng thần Đặng Chi nhà Thục Hán, thân tín Đặng Dương của Đại tướng quân Tào Sảng nhà Tào Ngụy vào thời Tam Quốc đều là hậu duệ của Đặng Vũ.